# Róża czteropłatkowa
Róża czteropłatkowa (Rosa sericea) – gatunek róży z rodziny różowatych. Rodzimym obszarem jej występowania jest Azja: Chiny, Bhutan, Indie, Indochiny.

## Morfologia
Jest wyjątkiem w rodzinie różowatych, gdyż w przeciwieństwie do innych gatunków tej rodziny posiada kwiat tylko z 4 płatkami. Kwiaty są w kolorze białym, pojawiają się w maju lub czerwcu. Róża czteropłatkowa posiada również rozszerzone u nasady czerwone kolce, która to cecha uwydatniona została w formie Rosa sericea var. pteracantha.

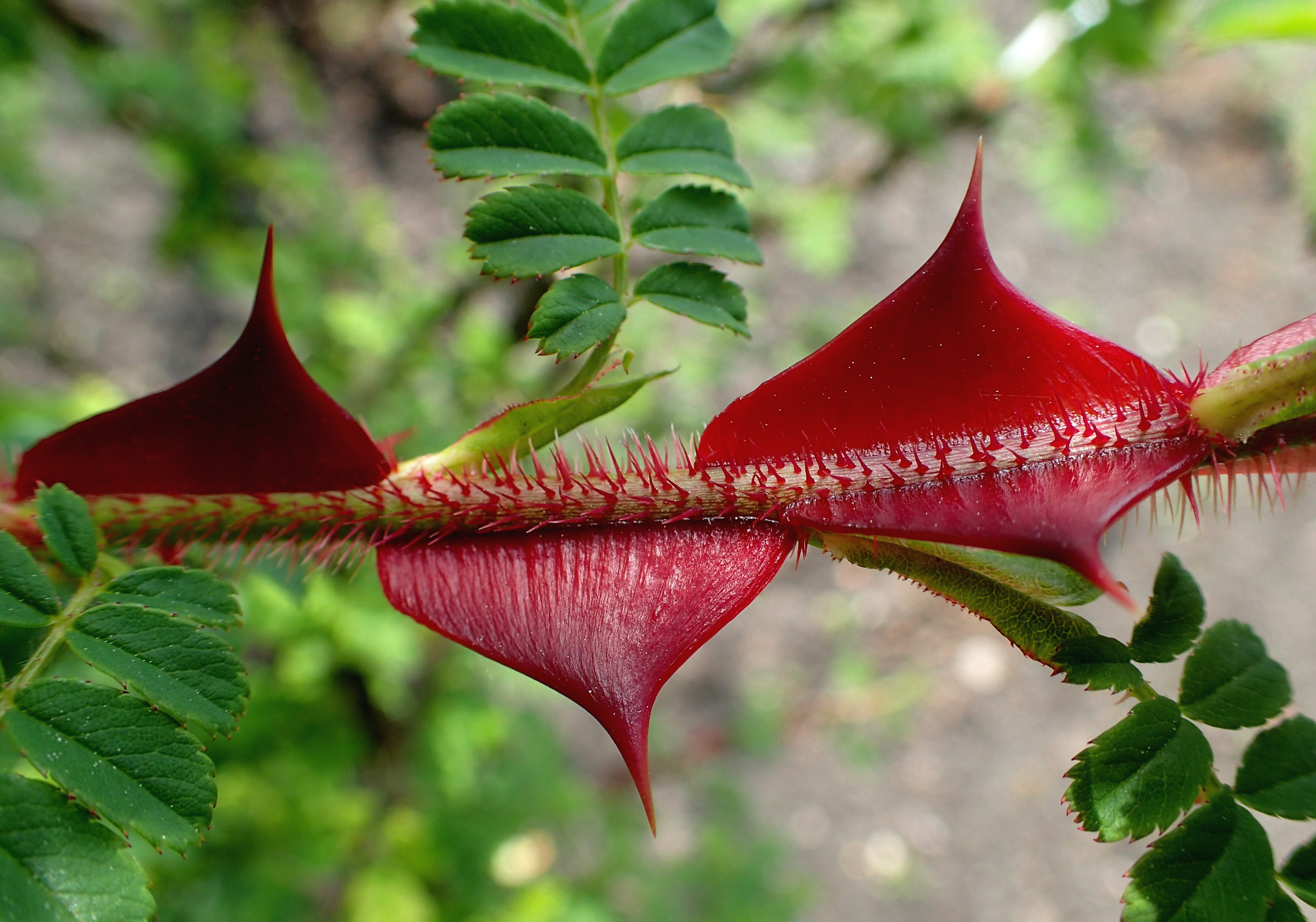
Kolce na łodydze róży czteropłatkowej.

## Zmienność
Występuje w kilku podgatunkach:
- Rosa sericea Lindl. subsp. omeiensis (Rolfe) A. V. Roberts forma pteracantha Franch.
- Rosa sericea Lindl. subsp. omeiensis (Rolfe) A. V. Roberts
- Rosa sericea Lindl. subsp. sericea